# Congrès de la Nation argentine
Pour les autres articles nationaux ou selon les autres juridictions, voir Congrès national.
Législature 2023-2025
Palais du Congrès de la Nation Argentine
Le Congrès de la Nation argentine (en espagnol : Congreso de la Nación Argentina) est le parlement bicaméral de la république d'Argentine. 
Il comprend la Chambre des députés qui forme la chambre basse et le Sénat, la chambre haute. Il siège au Palais du Congrès de la Nation argentine à Buenos Aires, la capitale du pays.